# Lucena (Brasile)
Lucena è un comune del Brasile nello Stato del Paraíba, parte della mesoregione della Zona da Mata Paraibana e della microregione di João Pessoa.